# Curitiba Challenger 2023
Il Curitiba Challenger 2023, noto come Festval Challenger 2023 per motivi di sponsorizzazione, è stato un torneo maschile di tennis professionistico giocato sulla terra rossa. È stata la 2ª edizione del torneo, facente parte della categoria Challenger 75 nell'ambito dell'ATP Challenger Tour 2023. Si è giocato al Graciosa Country Club di Curitiba, in Brasile, dal 23 al 29 ottobre 2023.

## Partecipanti

### Teste di serie
| Nazionalità | Giocatore              | Ranking* | Testa di serie |
| ----------- | ---------------------- | -------- | -------------- |
| Argentina   | Juan Manuel Cerúndolo  | 99       | 1              |
| Argentina   | Thiago Agustín Tirante | 111      | 2              |
| Argentina   | Francisco Comesaña     | 117      | 3              |
| Rep. Ceca   | Vít Kopřiva            | 122      | 4              |
| Bolivia     | Hugo Dellien           | 129      | 5              |
| Brasile     | Felipe Meligeni Alves  | 142      | 6              |
| Argentina   | Mariano Navone         | 146      | 7              |
| Argentina   | Camilo Ugo Carabelli   | 148      | 8              |
| Italia      | Luciano Darderi        | 157      | 9              |

* Ranking al 16 ottobre 2023.

### Altri partecipanti
I seguenti giocatori hanno ricevuto una wild card per il tabellone principale:
- Gustavo Ribeiro de Almeida
- Wilson Leite
- Orlando Luz

Il seguente giocatore è entrato in tabellone come alternate:
- Carlos Taberner

I seguenti giocatori sono passati dalle qualificazioni:
- Arklon Huertas del Pino
- Daniel Dutra da Silva
- Pedro Boscardin Dias
- Mateus Alves
- Gilbert Klier Júnior
- Nicolas Zanellato

## Punti e montepremi
| Torneo    | Torneo              | V      | F     | SF    | QF    | 2T    | 1T  | Q | Q2  | Q1  |
| Singolare | Punti               | 75     | 50    | 30    | 16    | 7     | 0   | 4 | 2   | 0   |
| Singolare | Premi in denaro ($) | 10,840 | 6,355 | 3,780 | 2,200 | 1,300 | 780 | – | 390 | 200 |
| Doppio    | Punti               | 75     | 50    | 30    | 16    | –     | 0   | – | –   | –   |
| Doppio    | Premi in denaro ($) | 4,645  | 2,700 | 1,630 | 965   | –     | 545 | – | –   | –   |

## Campioni

### Singolare
Hugo Dellien ha sconfitto in finale  Oliver Crawford con il punteggio di 7–6(6), 4–6, 7–6(1).

### Doppio
Guido Andreozzi /  Ignacio Carou hanno sconfitto in finale  Diego Hidalgo /  Cristian Rodríguez con il punteggio di 6–4, 6–4.